# Insurance Institute for Highway Safety
| Puesto según cantidad de ventas de vehículos en 2017 | País           | Número estimado de muertes viales cada 100.000 habitantes, 2018 |
| ---------------------------------------------------- | -------------- | --------------------------------------------------------------- |
| 1                                                    | China          | 18.2                                                            |
| 2                                                    | Estados Unidos | 12.4                                                            |
| 3                                                    | Japón          | 4.1                                                             |
| 4                                                    | India          | 22.6                                                            |
| 5                                                    | Alemania       | 4.1                                                             |
| 6                                                    | Reino Unido    | 3.1                                                             |
| 7                                                    | Francia        | 5.5                                                             |
| 8                                                    | Brasil         | 19.7                                                            |
| 9                                                    | Italia         | 5.6                                                             |
| 10                                                   | Canadá         | 5.8                                                             |

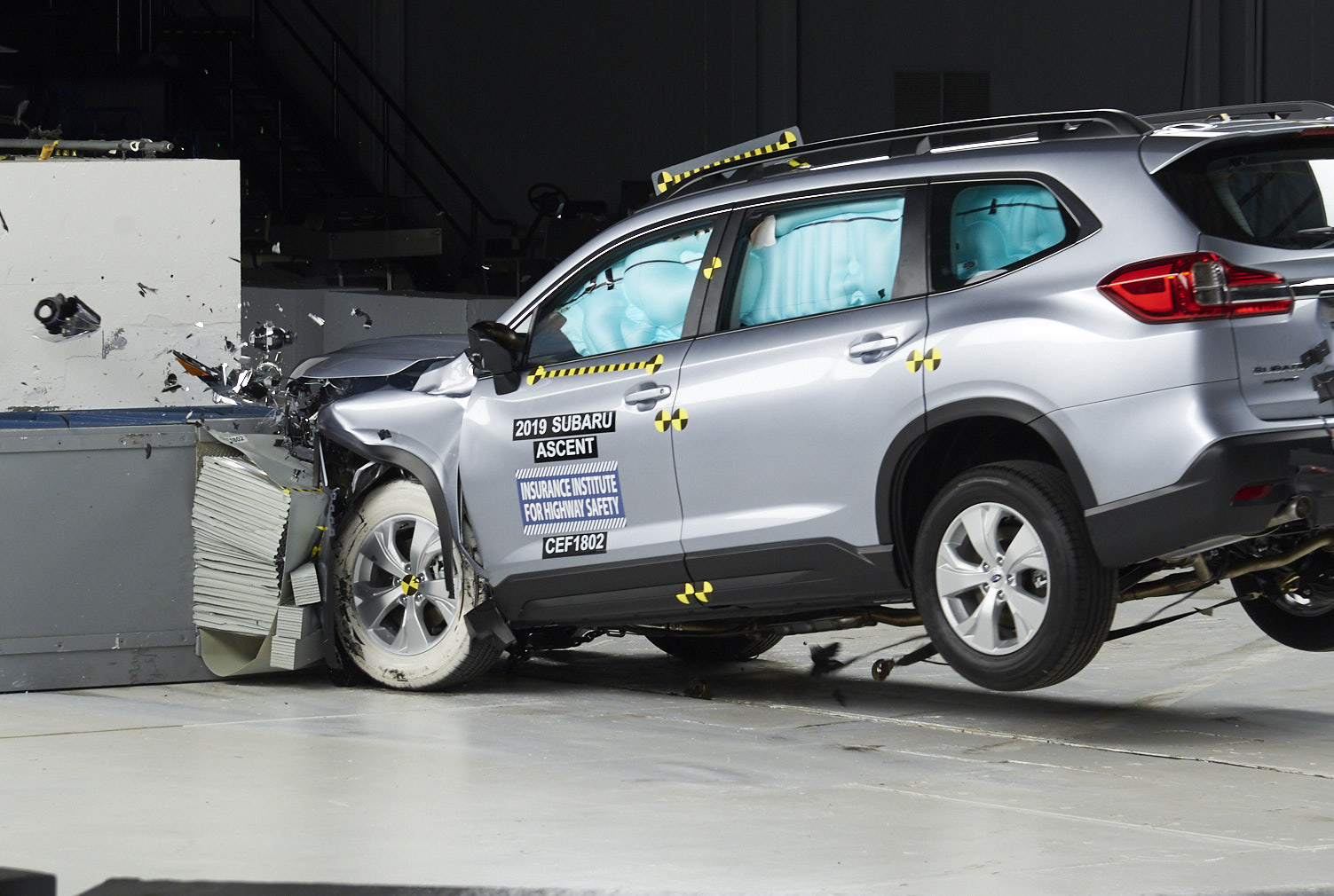
Crash test of a 2019 Subaru Ascent at the Insurance Institute for Highway Safety.

El Insurance Institute for Highway Safety (IIHS, Instituto de Seguros para la Seguridad en las Carreteras) es una organización científica y educacional independiente, sin fines de lucro dedicada a disminuir las pérdidas -- muertes, heridas y daños materiales -- en accidentes en los Estados Unidos. Fue fundada en 1959 por William Haddon obteniendo financiamiento de las compañías aseguradoras de automóviles.
Una organización afiliada es la Highway Loss Data Institute (HLDI, Instituto de Datos de Pérdidas en la Carretera) cuya misión es la de reunir, computar y publicar los accidentes reportados a las compañías de seguros y entregar estos datos al IIHS.

## Medición
IIHS realiza sus mediciones a través de datos estadísticos y de pruebas de seguridad pasiva en autos nuevos entregando una clasificación (Good; Acceptable; Marginal; Poor) en sus mediciones.
La prueba de impacto frontal tipo off set se realiza a 64 km/h (40 mph) contra una barrera.
La prueba de impacto lateral tipo estándar es relativamente reciente y se realiza a 40 km/h (31 mph) contra una barrera móvil deformable.
La IIHS no realiza pruebas orientadas a medir la seguridad de niños a bordo ni de peatones en caso de atropello pero sí resistencia de parachoques a golpes a 8 km/h (5 mph).